# Carlos Encinas
Carlos Mauricio Encinas Vásquez (* 26. Dezember 1964 in Santiago) ist ein ehemaliger chilenischer Fußballspieler und -trainer. Der Stürmer wurde mit dem CSD Colo-Colo chilenischer Meister.

## Karriere

### Spieler
Carlos Encinas begann vor seiner Profikarriere sein Studium in Mathematik 1982, Ingenieurswesen 1983 und Architektur 1984. 1987 wurde er Profi bei Audax Italiano. Bei seinen Stationen blieb er nicht länger als zwei Jahre und war er überwiegend Reservespieler. Daher beendete er seine Karriere im Alter von 28 Jahren, als er sich das Schienbein brach. Größter Erfolg für den Stürmer war der Gewinn der Meisterschaft 1990 mit dem CSD Colo-Colo.

### Trainer
Encinas begann seine Trainertätigkeit 1996 beim AC Barnechea. Anschließend war er als Jugend- und Assistenztrainer tätig. Nachdem er sich auch in anderen Feldern wie der Organisation von Sportevents oder dem Kunstrasenexport aus China betätigt hatte, wurde er 2016 Trainer bei Deportes Melipilla. Mit Melipilla gelang ihm der Aufstieg aus der Segunda División in die Primera B. Nach der Niederlage gegen Unión San Felipe im April 2018 trat er von seinem Posten zurück. 2019 kehrte er nochmal zu Melipilla zurück, wurde aber wegen schlechter Ergebnisse entlassen. 2020 übernahm der frühere Stürmer Lautaro de Buin, mit dem er Meister der Segunda División wurde. Der Aufstieg scheiterte jedoch an einem Sechs-Punkte-Abzug wegen finanzieller Unregelmäßigkeiten inklusiver schwarzer Kassen. Im April 2024 entließ ihn der Klub nach der 2:6-Niederlage gegen General Velásquez. Zur Rückrunde 2024 wurde Encinas erneut Trainer bei Lautaro de Buin und beendete nach dieser Saison offiziell seine Trainerlaufbahn.

## Erfolge
Colo-Colo
- Chilenischer Meister: 1990